# Snedbladsmossa
Snedbladsmossa (Anastrepta orcadensis) är en bladmossart som först beskrevs av William Jackson Hooker, och fick sitt nu gällande namn av Victor Félix Schiffner. Enligt Catalogue of Life ingår Snedbladsmossa i släktet Anastrepta och familjen Scapaniaceae, men enligt Dyntaxa är tillhörigheten istället släktet Anastrepta och familjen Lophoziaceae. Enligt den svenska rödlistan är arten sårbar i Sverige. Arten förekommer i Götaland, Svealand, Nedre Norrland och Övre Norrland. Artens livsmiljö är skogslandskap. Inga underarter finns listade i Catalogue of Life.